# تور دو نورماندي 2016
تور دو نورماندي 2016 (بالفرنسية: Tour de Normandie 2016 )‏ هو سباق دراجات هوائية، وهو الموسم رقم 36 من نفس السباق، وأقيم خلال الفترة 21 مارس 2016، وحتى 27 مارس 2016، وامتدّ لمسافة 1039.9 كيلومتر، وهو أحد سباقات طواف أوروبا للدراجات 2016، وهو من نوع سباق الدراجات، وقد شارك في السباق 143 متسابقاً ووصل إلى نهايته 93 متسابقاً.
فاز فيه بالمركز الأول بابتيست بلانكايرت، وبالمركز الثاني أوليفير بارديني، وبالمركز الثالث Benoît Sinner ‏، والفائز حسب ترتيب السرعة Risto Raid ‏، والفريق الفائز في ترتيب الفرق Joker Byggtorget 2016.

## الفرق
| فرق قارية (17)- An Post–Chain Reaction ‏ - أرمي دي تير 2016 ‏ - Team Bridgestone Cycling ‏ - كولوكويك-كولت 2016 ‏ - JLT–Condor ‏ - Delta Cycling Rotterdam ‏ - Joker Fuel of Norway ‏ - Team Lotto–Kern Haus ‏ - Leopard TOGT Pro Cycling ‏ - Madison Genesis ‏ - Rabobank Development Team ‏ - Vitus Pro Cycling Team p/b Brother UK ‏ - ريوال بلاتفورم 2016 ‏ - SEG Racing Academy ‏ - Team Sparebanken Sør ‏ - فيرانداس ويلمز 2016 ‏ - بنجوال باوليز ساوكس دبليو بي ‏ فريق وطني- فريق ألمانيا لركوب الدراجات للرجال 2016‏ فرق أندية الدراجات (6)- Aldro‏ - CC Nogent-sur-Oise ‏ - Lotto–Dstny Development Team ‏ - VC Pays de Loudéac ‏ - VC Rouen 76 ‏ - Vendée U ‏ |  |
| |  |

## المراحل
| قائمة المراحل | قائمة المراحل | قائمة المراحل                             | قائمة المراحل | قائمة المراحل | قائمة المراحل     | قائمة المراحل     |
| المرحلة       | التاريخ       | الدورة                                    |               | المسافة (كم)  | الفائز بالمرحلة   | القائد العام      |
| ------------- | ------------- | ----------------------------------------- | ------------- | ------------- | ----------------- | ----------------- |
| Prologue      | 21 مارس       | Carentan ‏ – Carentan ‏                     | ضد الساعة     | 6.4           | لوكاس هيك         | لوكاس هيك         |
| 1             | 22 مارس       | Mondeville, Calvados ‏ – Forges-les-Eaux ‏  | مرحلة مستوية  | 201           | تيموثي دوبونت     | لوكاس هيك         |
| 2             | 23 مارس       | فيرنون (فرنسا) – Elbeuf ‏                  | مرحلة مستوية  | 167           | أوليفير بارديني   | أوليفير بارديني   |
| 3             | 24 مارس       | بورغ أتشارد – أرجينتان                    | مرحلة مستوية  | 175.5         | تيموثي دوبونت     | أوليفير بارديني   |
| 4             | 25 مارس       | Bagnoles-de-l'Orne ‏ – Bagnoles-de-l'Orne ‏ | مرحلة جبلية   | 160           | Benoît Sinner ‏    | Benoît Sinner ‏    |
| 5             | 26 مارس       | Trévières ‏ – Villedieu-les-Poêles ‏        | مرحلة مستوية  | 180           | بابتيست بلانكايرت | بابتيست بلانكايرت |
| 6             | 27 مارس       | كوتانس – كاين                             | مرحلة مستوية  | 150           | تيموثي دوبونت     | بابتيست بلانكايرت |

## الفائزون
| الترتيب       | الفائز            |
| ------------- | ----------------- |
| الفائز        | بابتيست بلانكايرت |
| الثاني        | أوليفير بارديني   |
| الثالث        | Benoît Sinner ‏    |
| حسب النقاط    | تيموثي دوبونت     |
| تسلق الجبل    | يوناس غريغارد     |
| سباقات السرعة | Risto Raid ‏       |
| أفضل شاب      | Martijn Tusveld ‏  |
| الفريق        | Joker             |

## وصلات خارجية
- الموقع الرسمي
- تور دو نورماندي 2016 على موقع إحصائيات الدراجات الإحترافية (الإنجليزية)
- تور دو نورماندي 2016 في موقع Cycling Archives سايكلنج أركايفز